# Gian Piero Galeazzi
Gian Piero Daniele Galeazzi, noto semplicemente come Gian Piero (ed erroneamente spesso riportato come Giampiero) (Roma, 18 maggio 1946 – Roma, 12 novembre 2021), è stato un telecronista sportivo, conduttore televisivo, giornalista e canottiere italiano.

## Biografia

### Origini e formazione
Di origini piemontesi (più precisamente di Verbania) e marchigiane si laurea in Economia con tesi in statistica e successivamente lavora per qualche mese nell'ufficio marketing e pubblicità della FIAT a Torino.

### Carriera sportiva
Figlio d'arte (il padre Rino aveva vinto due medaglie d'argento ai Campionati Europei del 1931 a Parigi e l'anno successivo a Belgrado nel "due senza" in coppia con Vittorio Lucchini), Galeazzi è professionista nel canottaggio: vince il campionato italiano nel singolo nel 1967 (che gli valse la medaglia di bronzo al valore atletico) e nel doppio con Giuliano Spingardi nel 1968. Nello stesso anno partecipò alle selezioni per le Olimpiadi del 1968 a Città del Messico.

### Carriera giornalistica e televisiva

Galeazzi (a sinistra) a fine anni 80, in una delle sue classiche interviste in campo a fine partita, qui col calciatore milanista Ruud Gullit

Non ancora abbandonata la carriera sportiva, la Rai ingaggia Galeazzi come giornalista sportivo, grazie a Evangelisti, dapprima in radio. Diventa subito inviato alle Olimpiadi del 1972 a Monaco di Baviera; per un imprevisto a Mirko Petternella, bloccato nell'impianto di scherma, effettuò la sua prima radiocronaca nella sua disciplina, il canottaggio.
Con l'arrivo di Emilio Rossi alla direzione del TG1, su consiglio di Tito Stagno, passa in televisione e oltre ad alcune conduzioni del telegiornale, le prime trasmissioni sportive furono alla Domenica Sportiva condotta da Paolo Frajese nel 1976 e come curatore di Mercoledì Sport. Viene subito assegnato alla telecronaca del tennis, alternandosi con Guido Oddo fino al suo ritiro nel 1984 e soprattutto del suo sport, il canottaggio, del quale segue le principali competizioni, tra cui 6 edizioni dei Giochi olimpici fino ad Atene nel 2004. Dal 2008 ai Giochi della XXIX Olimpiade di Pechino sarà sostituito da Marco Lollobrigida. Negli anni ottanta fu inviato de La Domenica Sportiva negli incontri clou del campionato di calcio di serie A.
Nel 1986 svolge uno dei suoi pochi servizi giornalistici non sportivi: è l'inviato Rai all'incontro fra Gorbačëv e Reagan a Reykjavík, dove si trova per l'incontro di Coppa dei Campioni fra Valur e Juventus. Dal 1992 conduce le rubriche Cambio di campo, Solo per i Finali e 90º minuto, nella quale in numerosi sketch mostra una sua inedita vena comica. Dal 1994, inoltre, la storica trasmissione calcistica va in onda direttamente dallo studio di Domenica in.

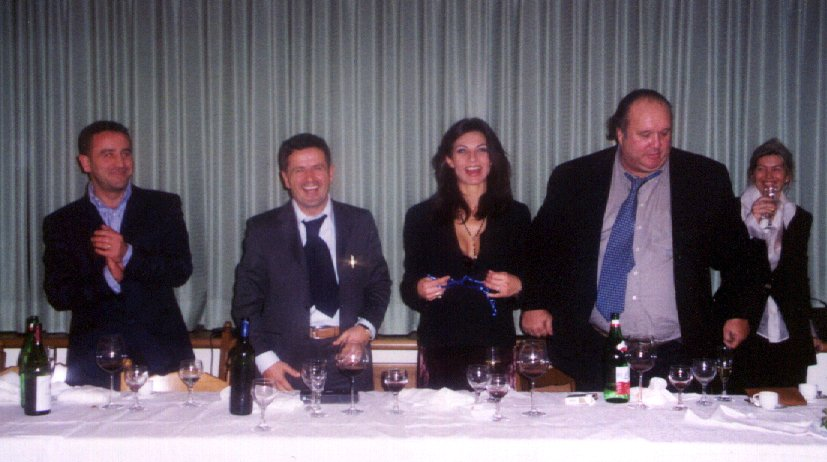
Galeazzi (secondo da destra) ospite alla cena di natale 2001 della squadra di calcio del

Nel 1996 Pippo Baudo lo vuole al 46º Festival di Sanremo. Nello stesso anno è la voce di Mr. Swackhammer, antagonista principale del film Space Jam.
Memorabili le sue telecronache in occasione delle medaglie d'oro nel canottaggio di Giuseppe e Carmine Abbagnale alle olimpiadi di Seoul 1988 e di Antonio Rossi e Beniamino Bonomi a Sydney 2000, caratterizzate da un debordante entusiasmo. Nell'estate 2009 commenta le partite della Confederations Cup con Jacopo Volpi e Zibi Boniek. Per la stagione 2009-2010 torna a 90º minuto come commentatore calcistico assieme a Franco Lauro e in Replay con Zibi Boniek. In estate partecipa a Notti mondiali con Paola Ferrari, Maurizio Costanzo, in diretta da Piazza di Siena a Roma. Diventa poi opinionista di 90º minuto con Franco Lauro, Jacopo Volpi e Zibi Boniek, e di 90º minuto Champions con Andrea Fusco, Marino Bartoletti, Adriano Bacconi e Ivan Zazzaroni. Nell'estate del 2012 è ospite di Notti Europee con Andrea Fusco, Simona Rolandi, Jacopo Volpi, Adriano Bacconi e Serse Cosmi. La sua ultima apparizione televisiva risale al 2019, quando Mara Venier lo aveva intervistato a Domenica in ricordando i bei tempi vissuti tra carriera e vita privata.
Muore a Roma il 12 novembre 2021, a 75 anni. Da tempo soffriva di una gravissima forma di diabete, seguita poi da un'operazione al ginocchio sinistro che gli aveva tolto l'uso delle gambe. La camera ardente venne aperta nella sala della Protomoteca in Campidoglio, il funerale è stato celebrato in forma privata.

## Vita privata
Dal matrimonio con Laura sono nati due figli, anch'essi giornalisti: Susanna, conduttrice del TG5, e Gianluca, giornalista nella redazione del TG LA7.
Era conosciuto anche con il soprannome di Bisteccone, affibbiatogli dal giornalista Gilberto Evangelisti in virtù della sua stazza. Era un tifoso della Lazio.

## Libri
- Gian Piero Galeazzi ed Enrico Tonali, Il magnifico miglio. Sul Tevere tra storia, ricordi e circoli storici, Roma, Gennarelli Bideri, 2014.
- Gian Piero Galeazzi, E andiamo a vincere. La storia gloriosa degli Abbagnale, con il contributo speciale di Giuseppe Lamura, Milano, Lìmina, 2014.
- Gian Piero Galeazzi, L'inviato non nasce per caso, Roma, Rai Eri, 2016.